# Atovaquone/proguanil
L’atovaquone/proguanil est un médicament utilisé comme antipaludique oral et composé par l'association de deux molécules : l'atovaquone et le proguanil. Il est vendu par GlaxoSmithKline (GSK) depuis 2000 sous la marque Malarone et est utilisé comme traitement préventif dans les zones endémiques de type « C » ainsi que comme traitement curatif en cas d'accès palustre sans complication.

## Indication
- en 1re intention : prophylaxie du paludisme en particulier chez les voyageurs se rendant dans les zones d'endémie où sévissent des souches de Plasmodium résistantes aux amino-4-quinoléines (chloroquine, amodiaquine...) ;
- en l'absence d'autre thérapie ou en 2e intention : traitement curatif de l'accès palustre simple.

## Posologie

### Prophylaxie
Un comprimé par jour, 1 jour avant le départ et jusqu'à 7 jours après le retour. Composition « adulte » à partir de 41 kg de masse corporelle et « junior » entre 10  et   40 kg. Lors de la prise, il est conseillé de consommer une boisson forte en lipides comme le lait. Si la première prise ne débute que durant le séjour, il convient alors de le prendre jusqu'à 4 semaines après le retour.
Il peut être utilisé pendant plusieurs mois (mais il faudra alors prendre en compte son coût élevé). La durée d'administration continue de l'atovaquone-proguanil dans cette indication devra, cependant, être limitée à 3 mois, faute de disposer à ce jour d'un recul suffisant en traitement prolongé.
Il n'y a pas de contre indication à la prise du médicament par les femmes enceintes, quel que soit le terme de la grossesse. La prophylaxie, et à plus forte raison le traitement médical, d'une femme allaitante sera examiné au cas par cas, avant le voyage, avec l'aide d'un centre spécialisé en maladies tropicales comme l'Institut de médecine tropicale (IMT) en Belgique ou le Centre de référence sur les agents tératogènes (CRAT) en France.

### Traitement curatif
- plus de 40 kg : 4 comprimés « adulte » par jour pendant 3 jours ;
- entre 31  et   40 kg : 3 comprimés « adulte » par jour pendant 3 jours ;
- entre 21  et   30 kg : 2 comprimés « adulte » par jour pendant 3 jours ;
- entre 11  et   20 kg : 1 comprimé « adulte » par jour pendant 3 jours.

Chez la femme enceinte, la quinine sera, si possible, préférée.
Le médicament n'a pas de licence légale pour la prophylaxie des enfants de moins de 10 kg mais, en l'absence d'une monothérapie à base d'artémisinine, d'artésunate ou d'arthéméther ainsi que leur métabolite commun : la dihydroartémisinine administrée sous forme de suppositoire, le comprimé « junior » peut être utilisé, en urgence, pour le traitement des enfants entre 5 et 10 kg de masse corporelle à raison de :
- entre 5  et   8 kg : 2 comprimés « junior » par jour pendant 3 jours ;
- entre 9  et   10 kg :3 comprimés « junior » par jour pendant 3 jours.

En tout état de cause, l'avis d'un médecin est plus que souhaitable avant toute médication.

## Effets latéraux indésirables
Des cas de sommeil perturbé (cauchemars, agitations), perte d'appétit, maux de tête ou d'estomac, dépression, peur, stress, diarrhée ont été répertoriés.
Comme lors de toute prise de médicament, il y a lieu de consulter un médecin si un comportement inhabituel apparait.